# Мейровиц, Эллиот
Эллиот Мейровиц (Elliot M. Meyerowitz; род. 22 мая 1951, Вашингтон) — американский ботаник, специалист по генетике цветковых растений, в частности Arabidopsis thaliana.
Доктор философии, профессор Калифорнийского технологического института, где трудится с 1980 года, исследователь Медицинского института Говарда Хьюза (с 2013). Член Национальной АН США (1995) и Американского философского общества (1998), иностранный член Французской академии наук и Лондонского королевского общества (2004).

## Биография
Окончил Колумбийский университет (бакалавр биологии summa cum laude, 1973), где работал парт-тайм в лаборатории Cyrus Levinthal. В Йельском университете получил степени магистра (1975) и доктора философии (1977), удостоившись там за диссертацию для последней John S. Nicholas Award for Outstanding Biology Dissertation. Являлся постдоком в лаборатории Дэвида Хогнесса в Стэнфордской школе медицины (1977—1979).
С 1980 года в штате Калифорнийского технологического института: первоначально ассистент-профессор, с 1985 года ассоциированный профессор, с 1989 года полный профессор, именной профессор (George W. Beadle Professor) с 2002 года, в 2000—2010 годах заведовал биологическим дивизионом, преемник на этой должности Melvin Simon. Также с 2013 года исследователь Медицинского института Говарда Хьюза. В 2011—2012 годах инагуральный директор новосозданной Sainsbury Laboratory Cambridge University, ныне её заслуженный ассоциат. Член консультативного совета Current Biology. Являлся президентом Genetics Society of America, International Society for Plant Molecular Biology, Society for Developmental Biology. Член Американской академии искусств и наук (1991), ассоциированный член EMBO. Входил в совет НАН США. Изначально занимался генетикой развития плодовых мушек, ныне его лаборатория изучает механизмы развития растений.

## Награды и отличия
- Стипендия Слоуна (1981)
- Jeanette Siron Pelton Award, Ботаническое общество Америки (1994)
- Martin Gibbs Medal, Американское общество биологов растений (1995)
- Moet Hennessy/Louis Vuitton Science pour l’Art Prize (1996)
- Genetics Society of America Medal[англ.] (1996)
- Международная премия по биологии (1997)
- Richard Lounsbery Award[англ.] (1999)
- Wilbur Cross Medal[англ.] Йеля (2001)
- Ross Harrison Prize[англ.], International Society of Developmental Biologists (2005)
- Премия Бальцана одноимённого международного фонда (2006, совместно с Chris R. Somerville[англ.])[9]
- Dawson Prize in Genetics, дублинский Тринити-колледж (2013)
- Премия Грубера по генетике (2018, совместно с Джоан Чори)[10]
- Премия Вольфа в области сельского хозяйства (2024)

Удостоился почётных докторских степеней от École normale supérieure de Lyon (2007) и Йеля (2014).